# Сімо-Сува

36°4′11″ пн. ш. 138°4′49″ сх. д. / 36.06972° пн. ш. 138.08028° сх. д.
Сімо́-Су́ва (яп. 下諏訪町, しもすわまち, МФА: [ɕimo suwa mat͡ɕi̥]) — містечко в Японії, в повіті Сува префектури Наґано. Станом на 1 квітня 2009 площа містечка становила 66,90 км². Станом на 1 липня 2011 населення містечка становило 21 394 осіб.